# Arakaki Takayuki
Arakaki Takayuki (sinh ngày 12 tháng 8 năm 1996) là một cầu thủ bóng đá người Nhật Bản.

## Sự nghiệp câu lạc bộ
Arakaki Takayuki hiện đang chơi cho Giravanz Kitakyushu.